# Domenico Mordini
Domenico Mordini (Genua, 7 april 1898 – Genua, 12 maart 1948) was een Italiaans zeiler.
Mordini won tijdens de Olympische Zomerspelen 1936 de gouden medaille in de 8 meter klasse. 

## Olympische Zomerspelen
| Jaar | Plaats  | Resultaten     |
| ---- | ------- | -------------- |
| 1936 | Berlijn | 8 meter klasse |

1908: Charles Campbell / Blair Cochrane / John Rhodes / Henry Sutton / Arthur Wood ·
1912: Thomas Aas / Andreas Brecke / Torleiv Corneliussen / Thoralf Glad / Christian Jebe
1920 (model 1907): Thorleif Holbye / Alf Jacobsen / Kristoffer Olsen / Carl Ringvold / Tellef Wagle ·
1920 (model 1919): Thorleif Christoffersen / Magnus Konow / Reidar Martiniuson / Ragnar Vik ·
1924: Rick Bockelie / Harald Hagen / Ingar Nielsen / Carl Ringvold jr. / Carl Ringvold ·
1928: Donatien Bouché / André Derrien / Virginie Hériot / André Lesauvage / Jean Lesieur / Carl de la Sablière ·
1932: Owen Churchill / John Biby / Alphonse Burnand / Kenneth Carey / William Cooper / Pierpont Davis / Carl Dorsey / John Huettner / Richard Moore / Alan Morgan / Robert Sutton / Thomas Webster ·
1936: Bruno Bianchi / Luigi De Manincor / Domenico Mordini / Enrico Poggi / Luigi Poggi / Giovanni Reggio